# Rezerwat przyrody Brzęki im. Zygmunta Czubińskiego
Rezerwat przyrody Brzęki im. Zygmunta Czubińskiego – leśny rezerwat przyrody o powierzchni 102,21 ha położony w Szczerkowie na terenie leśnictwa Orli Dwór (Nadleśnictwo Osie) i Wdeckiego Parku Krajobrazowego w gminie Osie, ok. 9 km na północ od Osia.

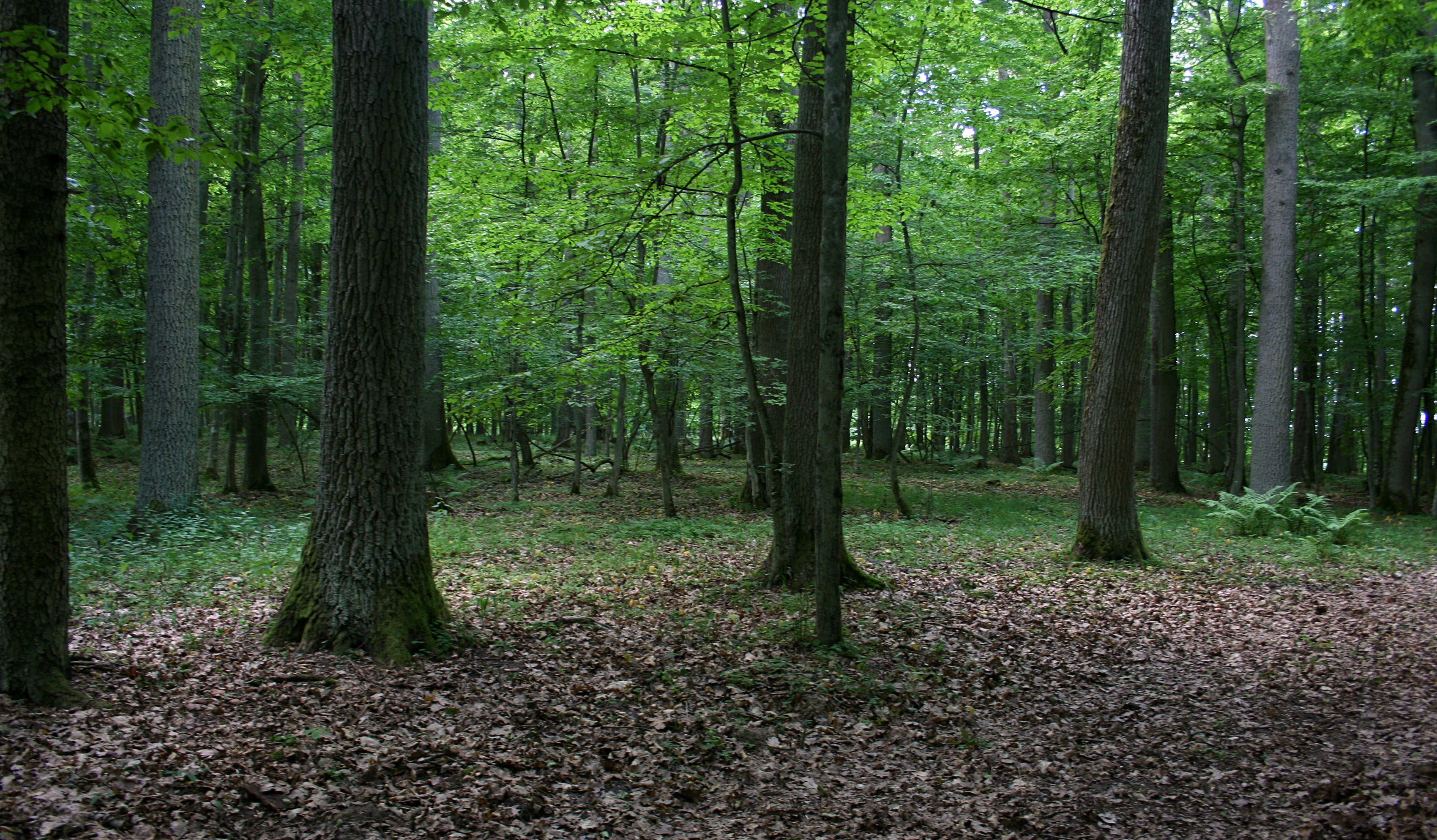
Fragment rezerwatu

Ochroną obejmuje fragment grądu z największym w Polsce i Europie Środkowej skupiskiem rzadko spotykanego jarzębu brekinii (Sorbus torminalis L.) zwanego inaczej brzękiem. Występują tu także stanowiska roślin rzadko spotykanych i chronionych, takich jak wawrzynek wilczełyko, gnieźnik leśny, lilia złotogłów czy podkolan biały. Na terenie rezerwatu znajduje się również siedlisko bociana czarnego.
Obszar rezerwatu podlega ochronie ścisłej, czynnej i krajobrazowej.